# Tachina spineiventer
Tachina spineiventer là một loài ruồi trong họ Tachinidae.